# Die sechs Schwäne (Film)
Die sechs Schwäne ist ein deutscher Fernsehfilm von Karola Hattop aus dem Jahr 2012 frei nach dem gleichnamigen Märchen. In den Hauptrollen agieren neben Sinja Dieks, Julia Jäger und André Kaczmarczyk, Henning Peker und Anton Algrang.
Die Produktion des ZDF im Rahmen der Filmreihe „Märchenperlen“ wurde am 26. Dezember 2012 erstmals ausgestrahlt.

## Handlung
Der Bauer Heinrich hat sechs Söhne, die nichts als Unsinn im Kopf haben. Beim Spielen stecken sie aus Versehen den Hof in Brand, und noch während der Löscharbeiten setzen bei Heinrichs schwangerer Frau die Wehen ein. Die schwere Geburt lässt das Schlimmste befürchten, und so schickt Heinrich seinen jüngsten Sohn Benjamin mit dem Wasserkrug an den See, um eine Nottaufe vorzubereiten. Die anderen Jungen nehmen das Problem jedoch nicht ernst, sie planschen im See und werfen einander den Krug zu, bis er schließlich zerbricht. Heinrich ist außer sich vor Zorn, da er um die Seele des Kindes fürchtet, und verflucht seine Söhne, sie mögen alle für immer aus seinen Augen verschwinden. Zu seinem Entsetzen werden die Jungen daraufhin in Schwäne verwandelt und fliegen davon.
Wider Erwarten stirbt die Mutter, die kleine Constanze überlebt. Sie wächst behütet und glücklich auf. Erst an ihrem 18. Geburtstag erfährt sie, dass sie sechs Brüder hatte. Wütend auf ihren Vater, der ihr das verschwiegen hat, fährt Constanze über den nächtlichen See. Am anderen Ufer erscheinen ihr die sechs Brüder, die Constanze zunächst für Geister hält, weil sie seit dem damaligen Tag nicht mehr gealtert sind. Sie berichten ihr von dem Fluch durch den Vater, der auf ihnen liegt, und sie schon bald wieder in Schwäne verwandeln wird. Sie erfährt auch, dass nur sie den Fluch brechen kann, indem sie sechs Jahre schweigt und sechs Hemden aus Brennnesseln webt. Sollte sie in dieser Zeit jedoch auch nur ein einziges Wort sprechen, wäre das wie ein Dolchstoß in ihre Herzen, der sie töten würde. Dann fliegen die Jungen wieder in Gestalt von Schwänen davon. Constanze beginnt augenblicklich damit, zu schweigen und verlässt den Hof ihres von Reue geplagten Vaters ohne ein Abschiedswort.
Die nächsten Jahre verbringt Constanze zurückgezogen im Wald, um die Hemden für ihre Brüder zu nähen. Dort wird sie von Markus, dem Prinzen des Königreichs, aufgestöbert, der das vermeintlich stumme Mädchen mit aufs Schloss nimmt. Zum Missfallen seiner Mutter, der Königin, lässt sich Markus nicht davon abbringen, Constanze, die er „seine Fee“ nennt und die ihm trotz ihres Schweigens sehr nahe ist, zu heiraten. Nach der Hochzeit taucht Constanzes Vater Heinrich bei einer Audienz auf und versucht, mit seiner Tochter zu sprechen. Als sie davonläuft, vertraut er sich der Königin an. Diese nutzt ihr Wissen um Constanzes Brüder aus, um sie zu quälen; mit Vorliebe lässt sie nun beispielsweise Schwanenbraten vor den Augen ihrer Schwiegertochter servieren. Constanze ist mittlerweile schwanger, doch noch immer schleicht sie nachts aus dem Schloss, um Brennnesseln zu sammeln und zu Garn zu verarbeiten, sehr zur Beunruhigung der Dienerschaft, die ihr nächtliches Treiben für Hexerei hält. Die Königin denkt sich Lügengeschichten aus, um die verhasste Schwiegertochter loszuwerden und lässt zudem alle Brennnesseln weitläufig ausreißen. Als eines Tages die sechs Schwäne über den Hof fliegen, verlangt sie von ihrem Sohn, er möge ihr einen davon abschießen – Constanze stößt den Prinzen in ihrer Verzweiflung zu Boden.
Markus verlangt von seiner Frau, mit dem Weben der Hemden aufzuhören, doch sie weigert sich. Nachts folgt er ihr nach draußen, wo Constanze von ihren Brüdern besucht wird. Im Nebel hält der Prinz die Schwäne, die um Constanze kreisen, für Geister. Als der Prinz tags darauf von Fieber geplagt wird, schüren die Königin und ihr Hofmeister die Gerüchte um Constanze und deren Hexerei. Überraschend bekommt Constanze Besuch von ihrem Vater, der ihr trotz ihres Grolls helfen will und ihr eine Medizin für den Prinzen gibt. Markus wird tatsächlich gesund und versöhnt sich wieder mit seiner Frau, nachdem der gemeinsame Sohn zur Welt gekommen ist.
Die Königin und ihr Hofmeister jedoch wollen sich Constanzes endgültig entledigen. Sie rauben deren Kind und lassen es so aussehen, als hätte sie das Baby ermordet. Constanze, die sich nicht gegen die Anschuldigungen wehren kann, da sie ihr Schweigegelübde um jeden Preis einhalten will, wird zum Tode verurteilt. Als der Scheiterhaufen schon in Flammen steht, fliegen die Schwäne über den Hof, und Constanze wirft ihnen die Hemden über. Ihre Brüder, wieder in Menschen zurückverwandelt, retten sie aus dem Feuer. Gleichzeitig trifft Heinrich mit dem unversehrten Kind ein; er ist dem Hofmeister in den Wald gefolgt, als dieser das Kind weggebracht hatte. Constanzes Unschuld ist bewiesen und der Prinz entmachtet die der Lüge überführte Königin, die zusammen mit ihrem Hofmeister von ihren Untertanen aus dem Schloss gejagt wird. Markus wird neuer König und Constanze, endlich von ihrem Schweigen erlöst und mit ihrem Vater versöhnt, seine Königin.

## Produktion

### Drehorte
Gedreht wurde im Oktober und November 2011 hauptsächlich am Geiseltalsee, im Ziegelrodaer Forst, im Kloster Memleben, auf der Burg Querfurt und auf der Neuenburg sowie Burg Kriebstein.

### Veröffentlichung
Außer am 26. Dezember 2012 in Deutschland wurde der Film im Oktober 2015 auch in den Niederlanden veröffentlicht und im Jahr 2018 in Belgien. Weitere Titel: Märchenperlen – Die sechs Schwäne und Märchenperlen 9 – Die sechs Schwäne.
Der Film wurde vom Studio FM Kids am 8. November 2013 innerhalb der Reihe „Märchenperlen“ auf DVD herausgegeben.

### Märchenursprung
Der Beginn des Märchens stammt aus Grimms Märchen Die sieben Raben, wo den Brüdern vom Vater ebenfalls ein Fluch auferlegt wird. Jedoch streiten sich in jenem Märchen die Brüder um den Krug, mit dem sie Wasser schöpfen sollen, im Film hingegen sind die Brüder vom Spiel abgelenkt, einzig der Jüngste will Wasser holen.

Das Märchen  Die sechs Schwäne steht in den Kinder- und Hausmärchen der Brüder Grimm ab der 1. Auflage von 1812 an Stelle Nr. 49.

Das Kunstmärchen Die wilden Schwäne von Hans Christian Andersen aus dem Jahre 1838 diente ebenfalls als Vorlage, hier insbesondere das Sammeln der Brennnesseln auf einem Friedhofsgelände.

In allen diesen Märchen findet sich der jüngste Bruder am Ende mit einem Schwanenflügel wieder, dies wird im Film ausgelassen.

Das Motiv des Nichtsprechenkönnens findet sich auch in Andersens Die kleine Meerjungfrau, worin sie für den Tauschhandel von der Meereshexe mit Beinen belohnt wird.

## Rezeption

### Kritik
Die Kritiker der Fernsehzeitschrift TV Spielfilm bezeichneten Die sechs Schwäne als „nah am Tonfall der düsteren Vorlage“.
Das Lexikon des internationalen Films befand: „Stimmungsvolle (Fernseh-)Verfilmung des attraktiven Märchens der Gebrüder Grimm, das von zweierlei Liebe sowie der Notwendigkeit von Aufopferungsbereitschaft erzählt.“

### Auszeichnung
Deutscher Filmpreis 2014
- nominiert in der Kategorie „Beste Nachwuchsschauspielerin“ Sinja Dieks